# Formel 1-VM 1979
Formel 1-VM 1979 hade 15 deltävlingar som kördes under perioden 21 januari–7 oktober. 
Förarmästerskapet vanns av sydafrikanen Jody Scheckter och konstruktörsmästerskapet av Ferrari.

## Vinnare
- Förare:  Jody Scheckter, Sydafrika, Ferrari
- Konstruktör:  Ferrari, Italien

## Grand Prix 1979
| Grand Prix                 | Datum        | Bana           | Vinnande förare       | Vinnande tillverkare |   |
| -------------------------- | ------------ | -------------- | --------------------- | -------------------- | - |
| Argentinas Grand Prix      | 21 januari   | Buenos Aires   | Jacques Laffite       | Ligier-Ford          | * |
| Brasiliens Grand Prix      | 4 februari   | Interlagos     | Jacques Laffite       | Ligier-Ford          | * |
| Sydafrikas Grand Prix      | 3 mars       | Kyalami        | Gilles Villeneuve     | Ferrari              | * |
| USA:s Grand Prix West      | 8 april      | Long Beach     | Gilles Villeneuve     | Ferrari              | * |
| Spaniens Grand Prix        | 29 april     | Jarama         | Patrick Depailler     | Ligier-Ford          | * |
| Belgiens Grand Prix        | 13 maj       | Zolder         | Jody Scheckter        | Ferrari              | * |
| Monacos Grand Prix         | 27 maj       | Monte Carlo    | Jody Scheckter        | Ferrari              | * |
| Frankrikes Grand Prix      | 1 juli       | Dijon-Prenois  | Jean-Pierre Jabouille | Renault              | * |
| Storbritanniens Grand Prix | 14 juli      | Silverstone    | Clay Regazzoni        | Williams-Ford        | * |
| Tysklands Grand Prix       | 29 juli      | Hockenheimring | Alan Jones            | Williams-Ford        | * |
| Österrikes Grand Prix      | 12 augusti   | Österreichring | Alan Jones            | Williams-Ford        | * |
| Nederländernas Grand Prix  | 26 augusti   | Zandvoort      | Alan Jones            | Williams-Ford        | * |
| Italiens Grand Prix        | 9 september  | Monza          | Jody Scheckter        | Ferrari              | * |
| Kanadas Grand Prix         | 30 september | Montréal       | Alan Jones            | Williams-Ford        | * |
| USA:s Grand Prix East      | 7 oktober    | Watkins Glen   | Gilles Villeneuve     | Ferrari              | * |

## Grand Prix utanför VM 1979
| Grand Prix /Race         | Datum        | Bana         | Vinnande förare   | Vinnande tillverkare |
| ------------------------ | ------------ | ------------ | ----------------- | -------------------- |
| Race of Champions        | 15 april     | Brands Hatch | Gilles Villeneuve | Ferrari              |
| Dino Ferraris Grand Prix | 16 september | Imola        | Niki Lauda        | Brabham-Alfa Romeo   |

## Stall, nummer och förare 1979
| Stall/Tillverkare                           | Nummer | Förare                           |
| ------------------------------------------- | ------ | -------------------------------- |
| Alfa Romeo                                  | 35     | Bruno Giacomelli, Italien        |
| Alfa Romeo                                  | 36     | Vittorio Brambilla, Italien      |
| Arrows-Ford                                 | 29     | Riccardo Patrese, Italien        |
| Arrows-Ford                                 | 30     | Jochen Mass, Tyskland            |
| ATS-Ford                                    | 9      | Hans-Joachim Stuck, Tyskland     |
| Brabham (Brabham-Alfa Romeo & Brabham-Ford) | 5      | Niki Lauda, Österrike            |
| Brabham (Brabham-Alfa Romeo & Brabham-Ford) | 5      | Ricardo Zunino, Argentina        |
| Brabham (Brabham-Alfa Romeo & Brabham-Ford) | 6      | Nelson Piquet, Brasilien         |
| Ensign-Ford                                 | 22     | Derek Daly, Storbritannien       |
| Ensign-Ford                                 | 22     | Patrick Gaillard, Frankrike      |
| Ensign-Ford                                 | 22     | Marc Surer, Schweiz              |
| Ferrari                                     | 11     | Jody Scheckter, Sydafrika        |
| Ferrari                                     | 12     | Gilles Villeneuve, Kanada        |
| Fittipaldi-Ford                             | 14     | Emerson Fittipaldi, Brasilien    |
| Fittipaldi-Ford                             | 19     | Alex Ribeiro, Brasilien          |
| Kauhsen-Ford                                | 36     | Gianfranco Brancatelli, Italien  |
| Ligier-Ford                                 | 25     | Patrick Depailler, Frankrike     |
| Ligier-Ford                                 | 25     | Jacky Ickx, Belgien              |
| Ligier-Ford                                 | 26     | Jacques Laffite, Frankrike       |
| Lotus-Ford                                  | 1      | Mario Andretti, USA              |
| Lotus-Ford                                  | 2      | Carlos Reutemann, Argentina      |
| McLaren-Ford                                | 7      | John Watson, Storbritannien      |
| McLaren-Ford                                | 8      | Patrick Tambay, Frankrike        |
| Merzario-Ford                               | 24     | Arturo Merzario, Italien         |
| Merzario-Ford                               | 24     | Gianfranco Brancatelli, Italien  |
| Rebaque (Lotus-Ford & Rebaque-Ford)         | 31     | Hector Rebaque, Mexiko           |
| Renault                                     | 15     | Jean-Pierre Jabouille, Frankrike |
| Renault                                     | 16     | René Arnoux, Frankrike           |
| Shadow-Ford                                 | 17     | Jan Lammers, Nederländerna       |
| Shadow-Ford                                 | 18     | Elio de Angelis, Italien         |
| Tyrrell-Ford                                | 3      | Didier Pironi, Frankrike         |
| Tyrrell-Ford                                | 4      | Jean-Pierre Jarier, Frankrike    |
| Tyrrell-Ford                                | 4      | Geoff Lees, Storbritannien       |
| Tyrrell-Ford                                | 4, 33  | Derek Daly, Storbritannien       |
| Williams-Ford                               | 27     | Alan Jones, Australien           |
| Williams-Ford                               | 28     | Clay Regazzoni, Schweiz          |
| Wolf-Ford                                   | 20     | James Hunt, Storbritannien       |
| Wolf-Ford                                   | 20     | Keke Rosberg, Finland            |

## Slutställning förare 1979
| Placering | Förare                | Konstruktör                       | Poäng |
| --------- | --------------------- | --------------------------------- | ----- |
| 1         | Jody Scheckter        | Ferrari                           | 51    |
| 2         | Gilles Villeneuve     | Ferrari                           | 47    |
| 3         | Alan Jones            | Williams-Ford                     | 40    |
| 4         | Jacques Laffite       | Ligier-Ford                       | 36    |
| 5         | Clay Regazzoni        | Williams-Ford                     | 29    |
| 6         | Patrick Depailler     | Ligier-Ford                       | 20    |
| 7         | Carlos Reutemann      | Lotus-Ford                        | 20    |
| 8         | René Arnoux           | Renault                           | 17    |
| 9         | John Watson           | McLaren-Ford                      | 15    |
| 10        | Didier Pironi         | Tyrrell-Ford                      | 14    |
| 11        | Jean-Pierre Jarier    | Tyrrell-Ford                      | 14    |
| 12        | Mario Andretti        | Lotus-Ford                        | 14    |
| 13        | Jean-Pierre Jabouille | Renault                           | 9     |
| 14        | Niki Lauda            | Brabham-Ford & Brabham-Alfa Romeo | 4     |
| 15        | Nelson Piquet         | Brabham-Ford & Brabham-Alfa Romeo | 3     |
| 16        | Elio de Angelis       | Shadow-Ford                       | 3     |
| 17        | Jacky Ickx            | Ligier-Ford                       | 3     |
| 18        | Jochen Mass           | Arrows-Ford                       | 3     |
| 19        | Hans-Joachim Stuck    | ATS-Ford                          | 2     |
| 20        | Riccardo Patrese      | Arrows-Ford                       | 2     |
| 21        | Emerson Fittipaldi    | Fittipaldi-Ford                   | 1     |

## Slutställning konstruktörer 1979
| Placering | Konstruktör        | Poäng |
| --------- | ------------------ | ----- |
| 1         | Ferrari            | 113   |
| 2         | Williams-Ford      | 75    |
| 3         | Ligier-Ford        | 61    |
| 4         | Lotus-Ford         | 39    |
| 5         | Tyrrell-Ford       | 28    |
| 6         | Renault            | 26    |
| 7         | McLaren-Ford       | 15    |
| 8         | Brabham-Alfa Romeo | 7     |
| 9         | Arrows-Ford        | 5     |
| 10        | Shadow-Ford        | 3     |
| 11        | ATS-Ford           | 2     |
| 12        | Fittipaldi-Ford    | 1     |
| 13        | Brabham-Ford       | 0     |
| =         | Wolf-Ford          | 0     |
| =         | Ensign-Ford        | 0     |
| =         | Alfa Romeo         | 0     |
| =         | Rebaque-Ford       | 0     |
| =         | Merzario-Ford      | 0     |
| =         | Kauhsen-Ford       | 0     |